# 10. nordlige breddekreds
Den 10. nordlige breddekreds (eller 10 grader nordlig bredde) er en breddekreds, der ligger 10 grader nord for ækvator. Den løber gennem Afrika, det Indiske Ocean, Sydasien, Sydøstasien, Stillehavet, Mellemamerika, Sydamerika og Atlanterhavet.